# 白银塔

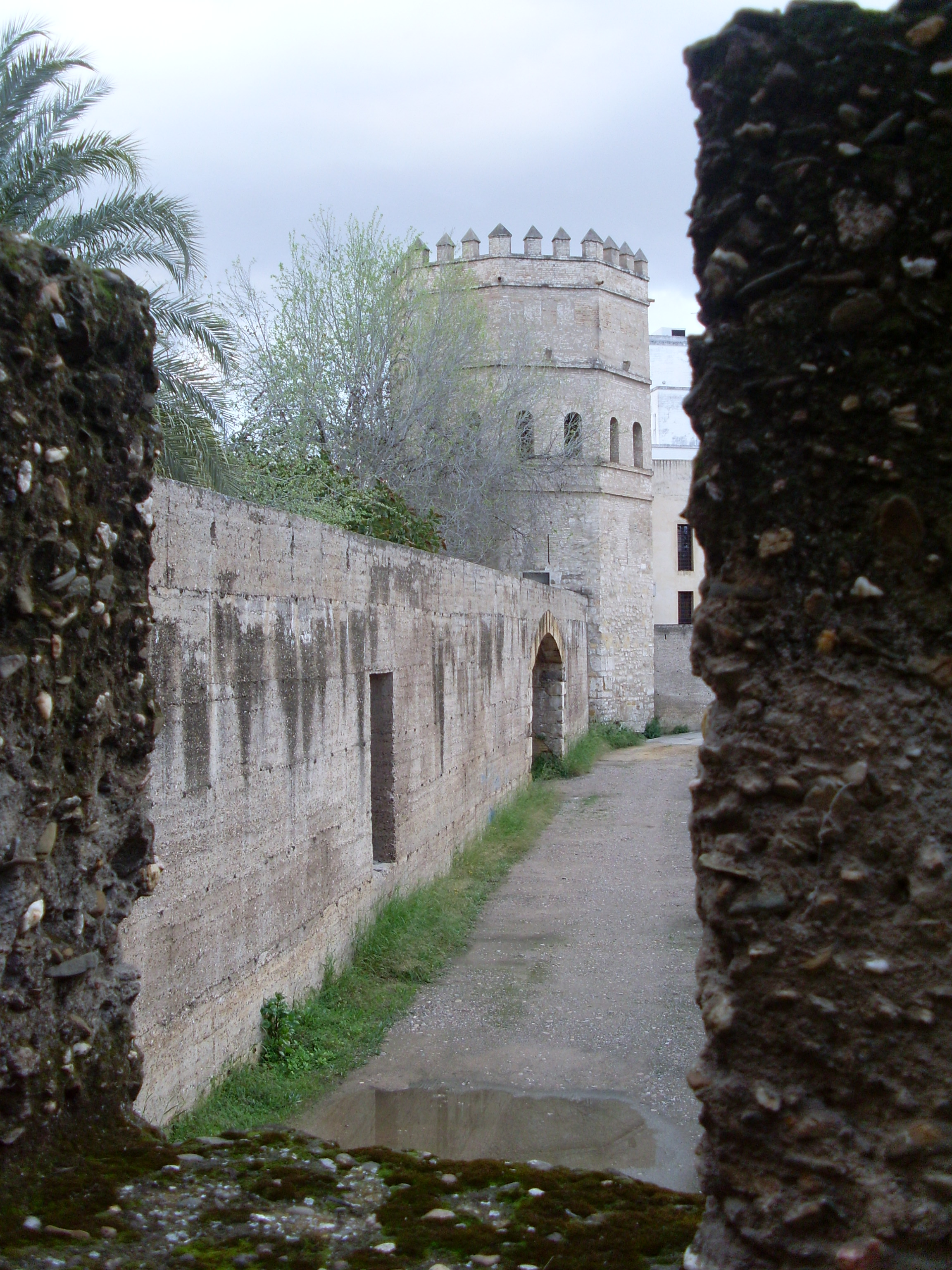
白银塔

白银塔（西班牙语:Torre de la Plata）是穆瓦希德王朝在安达卢斯的一座军用八角形塔楼，位于今日西班牙南部城市塞维利亚。
该塔建于13世纪，通过城墙与另一座摩尔建筑黄金塔相连。
该塔长期遭忽视，长满植物，被无家可归者占据。1992年修复。